# Grégory Le Deventec
Grégory Le Deventec, né le 4 février 1982 à Douarnenez est un joueur de billard français du Douarnenez Sport Billard (depuis 1997). Il est 5 fois champion d'Europe et 13 fois champion de France.

## Catégories
- Libre : Master
- 1 Bande : Master
- Cadre 47/2 : Master
- Cadre 47/1 : Master
- Cadre 71/2 : Master
- 3 Bandes : Master
- Équipe Jeux de Série : Division 1
- Équipe 3 Bandes: Division 1

## Palmarès

### Coupe du Monde
- 38e à la coupe du Monde de 3 Bandes en 2019 à Guri (Corée du Sud)
- 39e à la coupe du Monde de 3 Bandes en 2015 à Hurghada (Égypte)

### Championnats d'Europe
- Champion d'Europe aux Jeux de série par équipe en 2024 à Douarnenez (France)
- Champion d'Europe aux Jeux de série par équipe en 2023 à Douarnenez (France)
- Champion d'Europe aux Jeux de série par équipe en 2020 à Douarnenez (France)
- Champion d'Europe aux Jeux de série par équipe en 2019 à Douarnenez (France)
- Champion d'Europe aux Jeux de série par équipe en 2018 à Bochum (Allemagne)
- 3e au Championnat d'Europe 3 Bandes Small Table en 2019 à Brandenburg (Allemagne)
- 5e  au Championnat d'Europe 1 Bande en 2015 à Brandenburg (Allemagne)
- 10e au Championnat d'Europe 1 Bande en 2011 à Cervera (Espagne)
- 12e au Championnat d'Europe 1 Bande en 2013 à Brandenburg (Allemagne)
- 16e au Championnat d'Europe 1 Bande en 2017 à Brandenburg (Allemagne)

### 13 fois Champion de France
- Champion de France 2025 aux Jeux de série par équipe Division 1 à Douarnenez
- Champion de France 2024 aux Jeux de série par équipe Division 1 à Douarnenez
- Champion de France 2023 aux Jeux de série par équipe Division 1 à Douarnenez
- Champion de France 2023 au 3 bandes par équipe Division 2 à Douarnenez
- Champion de France 2022 aux Jeux de série par équipe Division 1 à Douarnenez
- Champion de France 2019 aux Jeux de série par équipe Division 1 à Douarnenez
- Champion de France 2019 au 3 bandes par équipe Division 2 à Andernos
- Champion de France 2018 aux Jeux de série par équipe Division 1 à Douarnenez
- Champion de France 2017 aux Jeux de série par équipe Division 1 à Chartres
- Champion de France 2014 au 3 bandes Nationale 1 à Mâcon
- Champion de France 2008 au 3 bandes Nationale 2 à Douarnenez
- Champion de France 2007 aux Jeux de série par équipe Division 3 à Douarnenez
- Champion de France 2001 à la Libre Nationale 2 à Villeneuve-d'Ascq

### Podiums en Championnat de France Masters
- Vice-Champion de France Master 1 Bande en 2024 à Ronchin
- Vice-Champion de France Master 1 Bande en 2010 à Castres
- Médaille de Bronze au championnat de France Master à la Bande en 2019 à Chartres
- Médaille de Bronze au championnat de France Master à la Bande en 2018 à Saint-Dizier
- Médaille de Bronze au championnat de France Master à la Bande en 2013 à Saint-Maur

### Championnats de France
- 47 participations aux championnats de France

### Finales de Secteur Ouest
- 14 fois Champion de Secteur Ouest (Bretagne - Normandie - Pays de la Loire)